# Missa solemnis in do minore K 139
La Missa solemnis in do minore K 139 (detta in tedesco Waisenhausmesse) è una messa composta da Wolfgang Amadeus Mozart in occasione della consacrazione della chiesa dell'orfanotrofio di via Renn a Vienna.
Benché sia una composizione precoce, è molto interessante in quanto la si può immaginare come manifesto programmatico dell'attività compositiva mozartiana per quanto concerne la musica sacra. Infatti è altamente significativa la concezione di Mozart della musica da chiesa: formale ed istituzionale, concezione che si evince anche dal fatto che tanto più rigidamente si attiene a questo sistema formale, tanto più si sente libero da costrizioni pratiche, dovute spesso alle consuetudini liturgiche o alle direttive espresse dalla gerarchia ecclesiastica (nella fattispecie quelle emanate dall'arcivescovo di Salisburgo).

## Struttura

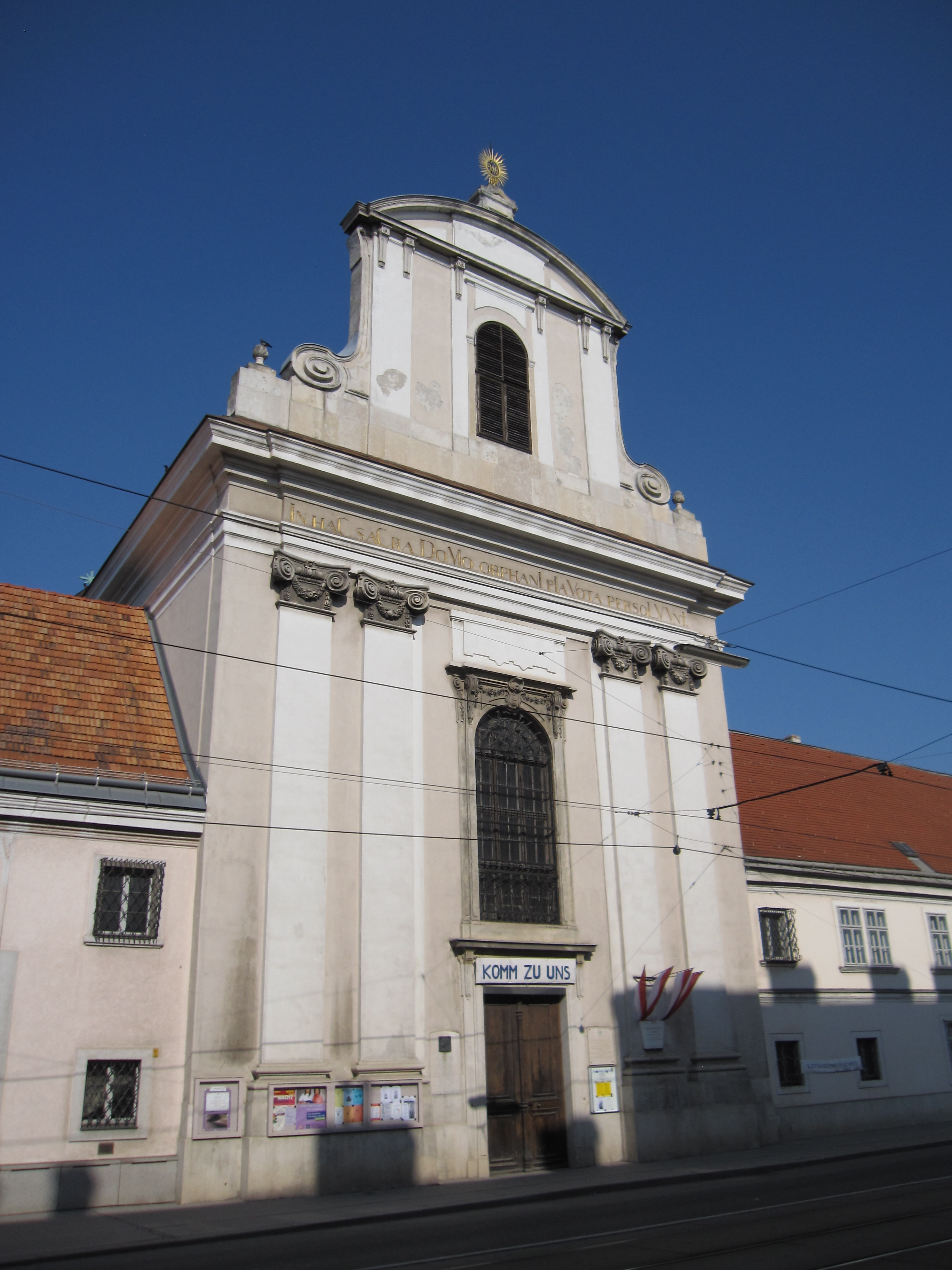
La chiesa dell'orfanatrofio di Vienna

La struttura della messa è di normale costituzione (Kyrie, Gloria, Credo, Sanctus, Benedictus e Agnus Dei), ma i tempi appaiono dilatati, in quanto Mozart opera un'azione di sezionamento su ciascun elemento:

### Kyrie
- Kyrie eleison
- Christe eleison
- Kyrie eleison

### Gloria
- Gloria in excelsis Deo
- Laudamus te
- Gratias agimus tibi
- Domine Deus
- Qui tollis
- Quoniam tu solus sanctus
- Cum Sancto Spiritu

### Credo
- Credo in unun Deum
- Et incarnatus est
- Crucifixus
- Et resurrexit
- Et in Spiritum Sanctum
- Et unam sanctam catholicam
- Et vitam venturi saeculi

### Agnus Dei
- Agnus Dei
- Dona nobis pacem